# Jules De Bisschop
Jules De Bisschop, belgijski veslač, * 7. marec 1879, † 22. december 1955.
De Bisschop je za Belgijo veslaški klub in Royal Club Nautique de Gand nastopil na Poletnih olimpijskih igrah 1900 v Parizu in tam z osmercem osvojil srebrno medaljo.  